# Dorfkirche Dänschenburg

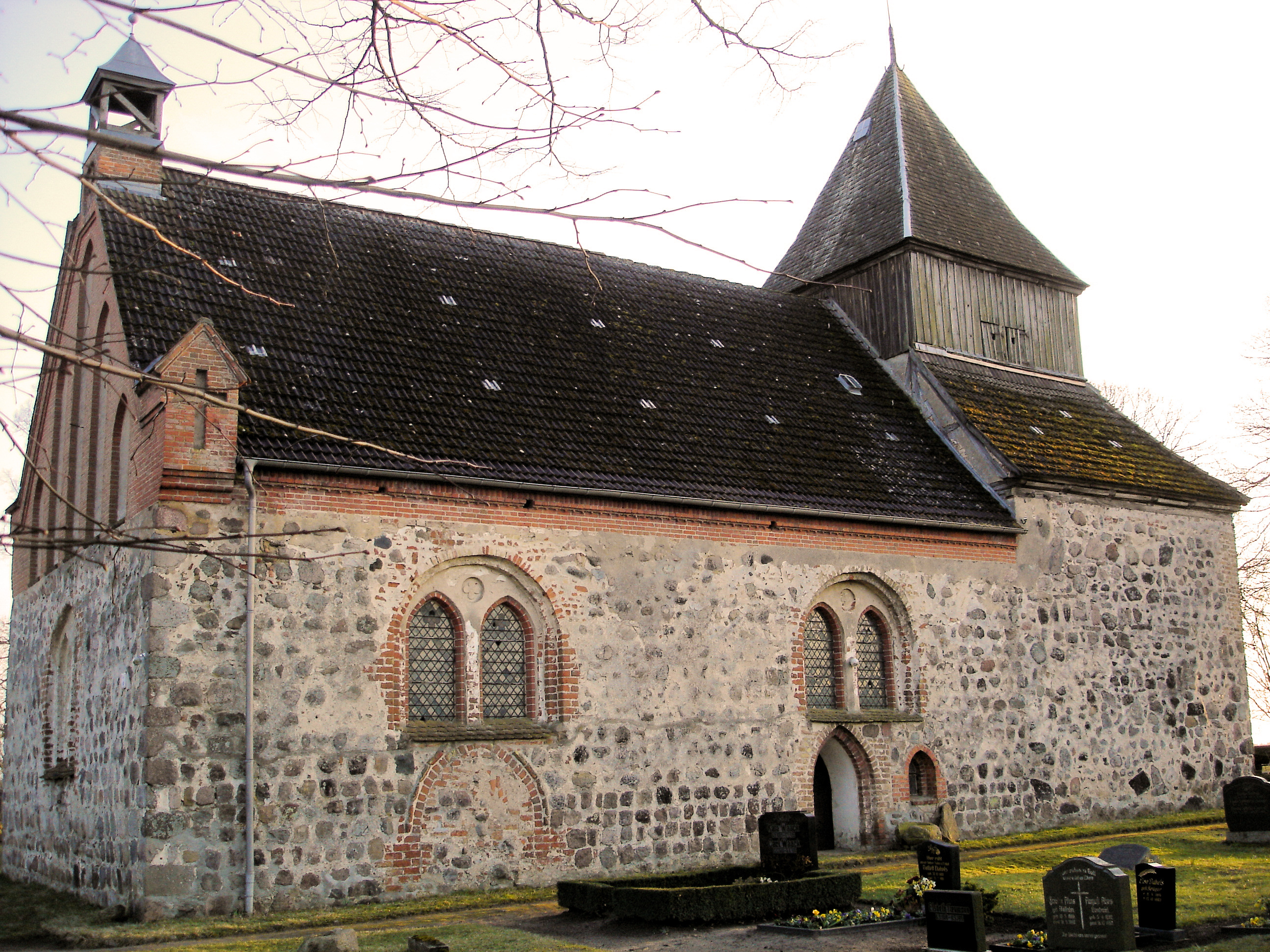
Dorfkirche Dänschenburg

Die Dorfkirche Dänschenburg ist eine Kirche der Evangelisch-Lutherischen Kirchgemeinde Blankenhagen im Ortsteil Dänschenburg der Gemeinde Marlow im Landkreis Vorpommern-Rügen. Die Kirchengemeinde gehört zur Propstei Rostock im Kirchenkreis Mecklenburg der Evangelisch-Lutherischen Kirche in Norddeutschland (Nordkirche).

## Geschichte
Der Name des Dorfes Dänschenburg, früher auch Denescheburch, Denskhenborch oder Denschenborch, deutet auf eine dänische Ansiedlung hin. Vom 19. Februar 1247 und 22. März 1248 existieren Urkunden, die den Übergang des Besitzes von Heinrich Borwin III. an das Kloster Doberan dokumentieren. Um diese Zeit muss die Kirche erbaut worden sein, denn bereits am 14. Oktober 1256 wies Bischof Rudolf von Schwerin die Kirche Dänschenburg als Filialkirche der Pfarre Sanitz zu. Das Kloster Doberan erhielt die Gerichtsbarkeit in Dänschenburg und behielt diese bis 1552, als das Dorf in das landesherrliche Domanium im Amt Ribnitz überging. Bis dahin gehörte die Kirche Dänschenburg zum Archidiakonat Rostock. Seit 1783 gehört die Kirche zur Kirchgemeinde Blankenhagen. 1956 wurde die Kirche restauriert. 1991/94 wurden umfangreiche Bausicherungsmaßnahmen durchgeführt.

## Baubeschreibung

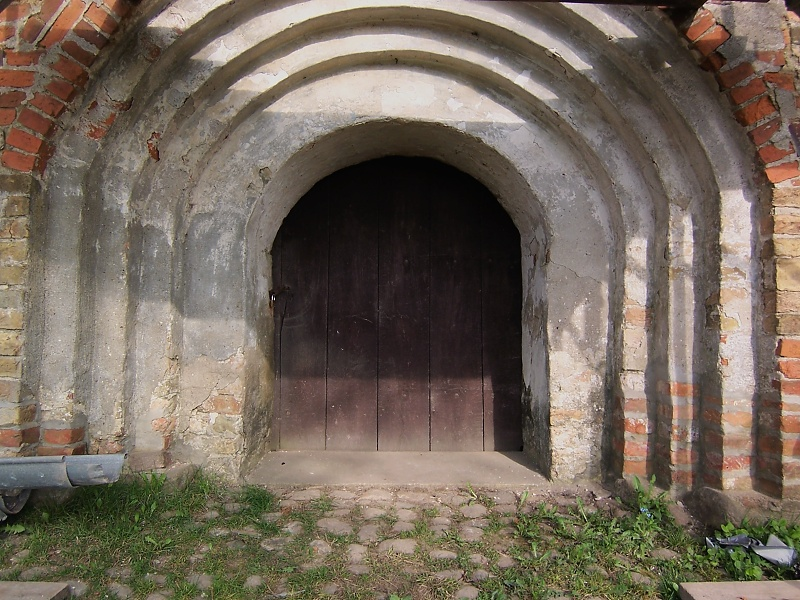
Turmportal

Die Kirche ist aus Feldsteinen errichtet. Eine flache Holzdecke deckt das Kirchenschiff, das ursprünglich für ein Gewölbe ausgelegt wurde. Der Chor tritt baulich nicht hervor. In der Nord- und Südwand gibt es jeweils zwei Fensterpaare, die in Form und Anordnung auf die Übergangszeit von der Romanik zur Gotik hindeuten. Unterhalb des Daches schmückt ein Zahnfries, am Ostgiebel eine Blendengestaltung den Bau. Der mächtige Westturm, ebenfalls aus Feldsteinen errichtet, trägt über einem Pyramidendach einen hölzernen Aufsatz von 1732. Auf der Spitze des Ostgiebels sitzt ein Dachreiter mit einer Glocke.

## Inneneinrichtung
Der barocke Altaraufsatz stammt von 1722. Er ist mit allegorischen Figuren und zwei Gemälden geschmückt. Die Gemälde zeigen die Kreuzigung und die Auferstehung. Von einem vorreformatorischen Vorgängeraltar aus dem 16. Jahrhundert ist noch ein Gemälde mit der Darstellung des Marientods vorhanden. Die Kanzel ist ebenfalls im barocken Stil, sie wurde 1725 gefertigt und gleicht der aus der Dorfkirche Rostocker Wulfshagen. Unter der Kanzel befindet sich eine geschnitzte Anna-selbdritt-Gruppe aus vorreformatorischer Zeit.
In der Kirche sind Feuchtigkeitsschäden und Schwammbefall sichtbar.
Die Orgel von Julius Schwarz ist von Holzwürmern befallen und nicht mehr spielbar.

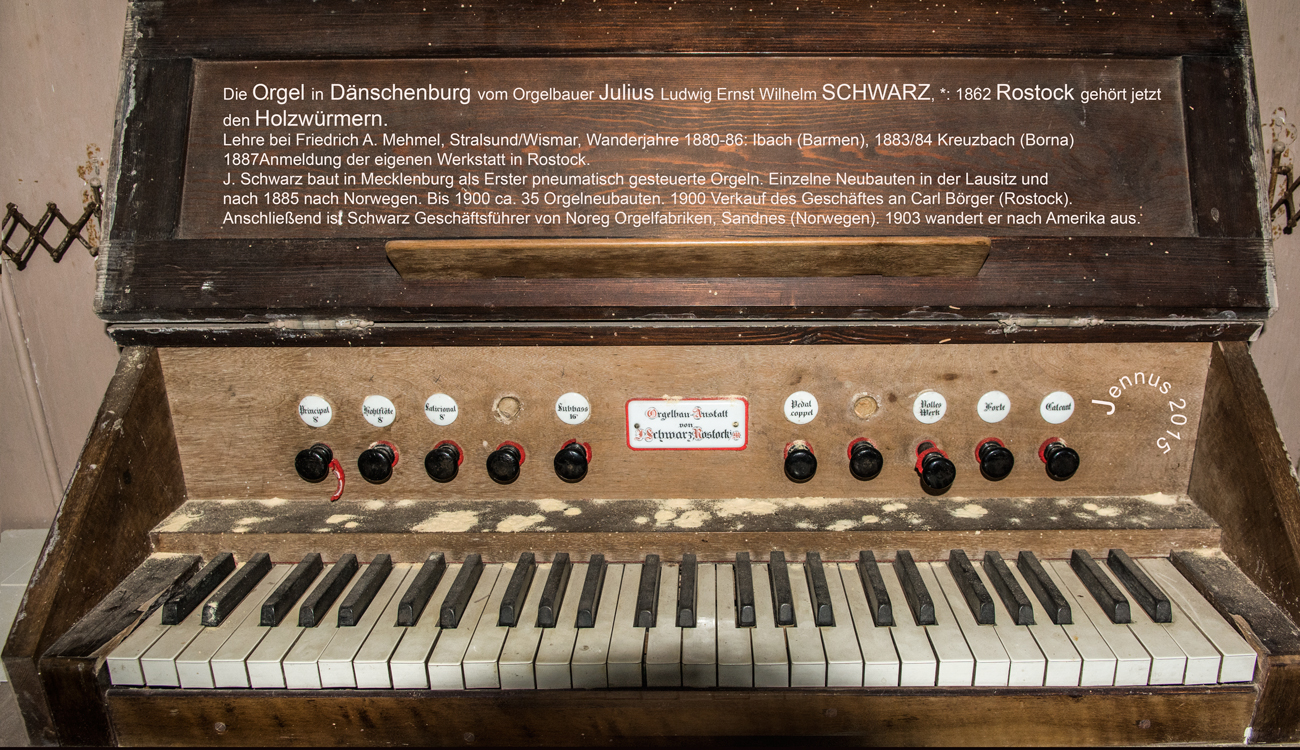
Dänschenburg Kirche Orgel 91

Im Turm läutet eine Glocke der Rostocker Glockengießerwerkstatt des Rickert de Monkehagen. Sie wurde 1421 gegossen und hat einen Durchmesser von 90 cm.